# Type 96
De Type 96 is een Chinese tank. Hij is gebaseerd op de Type 85. Vanaf 2005 zijn er ongeveer 1500 Type 96's operationeel bij het Volksbevrijdingsleger (PLA).
De tankontwikkeling van het PLA kan onderverdeeld worden in drie generaties. De eerste is een kopie van de Sovjet T-54A en andere die in China de namen Type 69 en Type 79 kregen. De tweede generatie bestaat uit de ontwikkeling van de Type 88 en Type 96, en de derde generatie gaat van start met de ontwikkeling van de Type 98 en later de Type 99.

## Geschiedenis
Na de rode schisma in de jaren 1960 werden de relaties van China met de Sovjet-Unie steeds slechter, wat in 1969 zelfs leidde tot een gewapend grensconflict. Meer dan 1,5 miljoen soldaten van beide kant werden gestationeerd op de Chinese-Russische grens. Op het moment dat China de Sovjettanks kopieerde, hadden de Sovjets al nieuwere verbeterde tanks ontworpen, zoals de T-64, T-62 en T-72. Daardoor waren de Chinese tanks geen partij voor de nieuwere Sovjettanks.
De PLA vroeg om nieuwe tanks die zich konden meten met de Sovjettanks. Dat leidde tot de ontwikkeling van de Type 69. Sommige technologieën kwamen uit buitgemaakte Sovjettanks. Maar de Type 69 voldeed echter niet aan de eisen van het PLA. Deze Type 69 was echter wel een succes voor de export. Als gevolg daarvan werden er nieuwere betere tanks ontworpen.

## Varianten
De Type 85 werd verder ontwikkeld in de Type 90, maar voldeed niet aan de eisen van het PLA en werd na enkele tests dus niet aangenomen. Deze tank werd echter gebruikt als exportmodel voor Pakistan.

### Type 90
De Type 90 was de eerste tank met modulaire opbouw van het pantser. De frontale boog is modulair opgebouwd en verving meteen het verouderde pantser.

### Type 90-I
De Type 90-I was het exportmodel voor Pakistan. De motor was de Britse Perkins Shrewsbury CV12-1200 TCA-dieselmotor. De transmissie is de Franse SESM ESM 500-automatische transmissie, die ook gebruikt is in de Leclerctank. Het project werd afgebroken, maar Pakistan gebruikte de tank voor nucleaire tests in 1998.

### Type 90-II
Om de problemen van de Type 90-I te voorkomen, werd de Britse motor vervangen door een Chinese variant. Het resultaat was echter teleurstellend omdat de Chinese technologie nog niet op punt stond. De motor voldeed aan de eisen voor het vochtige klimaat van Zuid-China, maar niet aan de droge omstandigheden van Noord-China en het woestijnachtige Pakistan.

### Type 90-IIM
Om de gebreken van de motor op te lossen werd gekozen voor de Oekraïense 6TD-dieselmotor. Deze selectie was goed genoeg voor Pakistan, en ze besloten om deze versie als de MBT 2000 over te nemen. Er was gepland dat er in 2007 600 van deze tanks geproduceerd zouden worden.

### Type 96
In 1995 ontwikkelde Norinco de Type-85III als prototype met een 1000 pk-dieselmotor en een reactief pantser (ERA), nadat ze eindelijk het probleem met de motor hadden opgelost. De productie van de Type 88 werd onmiddellijk gestopt toen de Type 96 ter beschikking kwam, en de Type 96 werd in massaproductie genomen. In vergelijking met de Type 85 en Type 88 had de Type 96 een sterkere motor, verbeterde elektronica en een geschuttoren naar Westers model. Recente foto's suggereren dat de Type 96 sterk veranderd is met een Add-On Armour en een ERA vergelijkbaar met de Type 99.